# Lago Abyss
Lago Abyss é um lago localizado no sudeste do Alasca, Estados Unidos.

## Geografia
O lago encontra-se no lado oriental do Glaciar Brady, do qual recebe água de degelo. Esse fluxo segue pelo Rio Dundas, desaguando na baía Dundas, que se conecta ao estreito Cross e, por fim, ao Oceano Pacífico.
Inserido no Parque Nacional e Reserva da Baía dos Glaciares, o Lago Abyss sofre bloqueios frequentes causados por barragens naturais de gelo. Quando essas barreiras se rompem — fenômeno conhecido como cheia de lago glacial — grandes volumes de água são liberados em direção à baía Dundas, arrastando consigo árvores, blocos de gelo e sedimentos. Esse tipo de evento foi registrado nos anos de 1994, 1997, 1998, 2000, 2001, 2005 e novamente em setembro de 2006.